# Óscar Navarro (compositeur)
Pour les articles homonymes, voir Navarro (homonymie) et Óscar Navarro (homonymie).
Óscar Navarro González (né à Novelda, Alicante en 1981) est un compositeur, professeur de musique, chef d'orchestre et clarinettiste espagnol.

## Biographie
Óscar Navarro est né dans la ville de Novelda (Alicante), où il a commencé ses études musicales avec Jesús Mula Martínez et Manuel Rives, et reçu un prix  d'excellence à la fin de ses études supérieures dans la classe de clarinette au Conservatorio Superior "Óscar Esplá" d'Alicante. Ensuite il a étudié avec Josep Fuster à Barcelone.
En tant que membre de l'orchestre des jeunes de la région de Murcie et de l'orchestre national des jeunes d'Espagne (JONDE), il a eu l'occasion de jouer avec les différents chefs d'orchestre Antoni Ros-Marbà, Riccardo Frizza, Lin Tao, Lutz Köhler (de) et George Pehlivanian (en).
Il a ensuite étudié la composition et la direction d'orchestre à l' Allegro International Music Academy de Valence avec son principal professeur et ami Ferrer Ferrán.
En avril 2005, il crée son poème symphonique El Arca de Noé avec l'orchestre national des jeunes d'Espagne, enregistré sur CD. En octobre 2006, il remporte le premier prix du concours international de composition musicale de Banda Adolfo Ventas (ca) à Amposta avec son œuvre El Arca de Noé. En mars 2007, son concerto de clarinette avec le soliste Eddy Vanoosthuyse est créé à Bruxelles.
Il a ensuite été sélectionné par l'école de musique Thornton (en) de la prestigieuse University of Southern California pour se spécialiser dans la composition pour le cinéma et la télévision. En 2008, il obtient une maîtrise en musique. À la fin de ses études, il a reçu la bourse Harry Warren Endowed Scholarship for Scoring for Motion Pictures and TV. Depuis, il a enregistré sa musique dans des studios de Los Angeles tels que Capitol Records, Paramount Pictures et Warner Bros.
Il collabore fréquemment avec le compositeur Christopher Young.
En avril 2015, son concerto pour hautbois et orchestre symphonique Legacy est créé, conjointement avec la Nordwestdeutsche Philharmonie et sous la direction de Manuel López-Gómez. Le soliste et le dédicataire de l'œuvre sont Ramón Ortega Quero.
Parmi les orchestres et les groupes qui ont interprété sa musique, on notera le Cleveland Orchestra, le BBC Philharmonic Orchestra, le Louisville Orchestra, le Hollywood Studio Orchestra, le Tchaikovsky Moscow Radio Symphony Orchestra, le Royal School of Music Symphony Orchestra, le Paraguay Symphony Orchestra, le Kiev Radio Orchestra, Midland-Odessa Nordwestdeutsche Philharmonie, Orquesta Sinfónica del Principado de Asturias, Orquesta Sinfónica de Medellín, Orquesta Sinfónica de la Región de Murcia, Joven Orquesta Nacional de España, Orquesta Sinfónica de Galicia, Banda Sinfónica Municipal de Madrid, Banda Municipal de Valencia, Banda Municipal de Barcelona et Banda Primitiva de Llíria, entre autres.
D'autre part, sa musique a été jouée dans des salles de concert du monde entier, telles que le théâtre de la Scala à Milan, le Walt Disney Concert Hall à Los Angeles, le Carnegie Hall à New York, le Musikverein, le Tchaikovsky Hall à Moscou, le Tanglewood Festival, le Lincoln Center à New York, le Zaryadye Concert Hall à Moscou, le Palau de la Música à Valence ou l'Auditorio Nacional de España.
Il a reçu des commandes et collaboré en tant que compositeur invité avec des orchestres tels que l'Orquesta y Coro Nacionales de España, le Cleveland Orchestra, le Midland-Odesa Symphony Orchestra, le Downey Symphony Orchestra, l'Orquesta Sinfónica del Principado de Asturias, l'ensemble contemporain de l'Orchestre de Cadaqués, ou des orchestres de jeunes tels que le Joven Orquesta Nacional de España, le Joven Orquesta de la Generalitat Valenciana ou l'University of British Columbia Symphony Orchestra.
En tant que chef d'orchestre, il a collaboré avec des orchestres tels que l'Orquesta Sinfónica de Tenerife, l'Orquesta Sinfónica de Córdoba, l'Orquesta de Extremadura et l'European Royal Ensemble. En dehors de l'Espagne, il convient de mentionner ses collaborations en tant que chef d'orchestre avec l'Orchestre symphonique Tchaïkovski de la Radio de Moscou, l'Orchestre symphonique de Macédoine, l'Orchestre de la radio de Kiev, l'Orchestre symphonique de Downey et l'Orchestre du studio d'Hollywood. Dans le domaine des orchestres d'harmonie, il a dirigé la Banda Sinfónica Municipal de Madrid (es), la Banda Municipal de Alicante, la Banda Sinfónica Municipal de las Palmas de Gran Canaria, la Banda Primitiva de Llíria, la Banda CIM La Armónica de Buñol, la Banda de los Reyes de Bélgica, la Fanfare de Romont et l'Orchestre à vent de Fribourg, entre autres.
Au cours de sa carrière professionnelle, il a travaillé avec des solistes tels que Ramón Ortega (hautbois solo de l'Orchestre symphonique de la radio bavaroise), Franklin Cohen (clarinette solo de l'Orchestre de Cleveland), Salvador Navarro (cor solo de l'Orchestre et du Chœur national d'Espagne), José Franch-Ballester (soliste international de clarinette et professeur à l'Université de Colombie britannique), Javier Bonet (cor de l'Orchestre et du Chœur national d'Espagne), Ara Malikian, Eddy Vanoosthuyse (clarinette soliste de l'Orchestre philharmonique de Bruxelles) et Magnus Koch Jensen (basson soliste de l'Orchestre symphonique national du Danemark).
Oscar Navarro possède son propre orchestre symphonique sous le nom d' Oscar Navarro Symphony Orchestra, présenté en 2016 devant plus de 2 000 spectateurs et avec lequel il réalise des concerts et des enregistrements exclusivement de sa musique. Il est également régulièrement invité à donner des master classes dans divers festivals et universités internationales telles que l'Université de Californie du Sud, l'Université Chapman, l'Université de Louvain, l'Université Duluth du Minnesota, l'Institut de musique de Valence et l'Université Complutense de Madrid.
Ses œuvres ont reçu des prix en Espagne, aux États-Unis, en Hollande, à Singapour, en Italie, en Inde, en France et en Afrique du Sud, notamment les Hollywood Music in Media Awards, le prix BUMA du meilleur compositeur international, les X Film Music Critics Awards, les Mundo BSO Awards, les XIII Goldspirit Awards, les Accolade Music Awards, les Track Music Awards, les Global Music Awards, les Jerry Goldsmith Awards et la nomination aux Goya Awards de l'Académie espagnole des arts et des sciences du cinéma avec la bande originale du film La Mula.

## Prix et nominations

### Prix
- Médaille d'argent pour le meilleur compositeur et la meilleure musique originale aux Global Music Awards, pour la bande sonore "Sueños de Sal", 2015[7].
- Prix Accolade Global Film Music Awards "Award of Merit" de la meilleure bande-son pour l'OSB "Sueños de Sal" et mention spéciale pour la chanson thème principal "Sueños de Sal", 2015[8].
- Prix de la meilleure bande sonore nationale "Sueños de Sal" décerné par la critique de musique de film espagnole, 2016[9].
- Prix Jerry Goldsmith de la meilleure chanson pour "Dreams of Salt", 2016[10].
- Prix Cortocomenius de la meilleure bande sonore pour "Continuité des parcs", 2016.
- Prix Jerry Goldsmith de la meilleure chanson pour "Survivors", 2018[11].
- Prix de la meilleure bande sonore décerné par le 6 to Nebraska Film Festival pour "Map to the Stars", 2018.
- Prix du festival de l'Académie du cinéma et des arts du Sud pour la meilleure bande-son pour " Le rapport Croutox ", 2019[12].

### Nominations
- Nomination aux Hollywood Media in Music Awards pour la meilleure bande sonore de court-métrage d'animation pour "Project K9" 2012[13].
- Nomination au XIIe Festival Internazionale A.F. Lavagnino Musica e Cinema pour le meilleur compositeur, 2012[14].
- Nomination au Festival international du film d'Aubagne pour la meilleure bande sonore pour " Don Enrique de Guzmán ", 2013[15].
- Nommé aux Mundo BSO Awards pour le meilleur OSB espagnol pour "La Mula", 2013[16].
- Nommé aux Hollywood Media in Music Awards pour la meilleure bande sonore pour "La Mula" 2013[17].
- Nommé aux Hollywood Media in Music Awards pour le meilleur album de pistes sonores pour "La Mula" 2013.
- Nommé au Goya de la meilleure bande originale pour "La mula", 2014[18].
- Nomination au prix Jerry Goldsmith de la meilleure musique de court métrage pour "Project K9", 2014[19].
- Nomination au Goldspirit Award de la meilleure bande-son pour "La Mula", 2014[20],[21].
- Nomination pour le prix de la critique de musique de film espagnole de la meilleure B.S.O. nationale pour "Sueños de Sal", 2014.
- Nomination pour la meilleure bande sonore au Festival du film indépendant de Los Angeles pour " Embroidering the Border ", 2015[22].
- Nomination aux Hollywood Media in Music Awards pour la meilleure chanson pour "Sueños de Sal", 2015[23].
- Nommé aux Weekend Horror Awards pour la meilleure bande-son pour " There's Something in the Dark ", 2018[24].

## Compositions

### Bandes sonores
- Sueños de sal, lauréat en 2015 du Prix Goya du meilleur film documentaire (es) [25].
- La Mule, bande-son nommée en 2013 pour le Prix Goya de la meilleure musique originale[26].
- Madrid 2120, court métrage d'animation lauréat en 2020 du prix Goya du meilleur court métrage d'animation[27].
- Acting 101, bande sonore nommée au "Los Angeles independent Film Festival" (USA)[28].
- Embroidering the Border, bande originale nommée au "Los Angeles independent Film Festival" (USA)[29].
- Continuité des parcs, prix de la meilleure bande sonore au "Premios Cortocomenius 2016".
- Projet K9, nommé pour la meilleure bande originale aux "Hollywood Music in Media Awards" (Los Angeles) et aux "Jerry Goldsmith Awards 2014"[30].
- The croutox report, prix de la meilleure bande sonore au festival "South film and arts academy" (USA).
- Adam in aeternum.
- Aidez-moi à me souvenir.
- Chanel Nº5.
- Quand il neige sur la glace de l'enfer.
- Don Enrique de Guzman.
- Il y a quelque chose dans le noir.
- Historia de un asesino.
- La Cicatrice.
- La pelote.
- Les exilés de Kratos.
- Map to the Stars.
- Mask of Sanity.

### Œuvres pour orchestre symphonique
- L'arche de Noé, poème symphonique, (2005).
- 1ère Symphonie L'enfer et le paradis (Transcription pour orchestre symphonique).
- Ouverture de Downey, ouverture latine, (2012).
- Concerto pour clarinette, (2007).
- II Concerto pour clarinette, (2012), dédicacé au clarinettiste Jose Franch-Ballester.
- III Concerto pour clarinette en sib / mib et orchestre symphonique, (2012).
- Légendes, pour clarinette et orchestre symphonique.
- Les sept trompettes de l'Apocalypse, pour chœur et orchestre symphonique.
- Paradis, poème symphonique (Transcription pour orchestre symphonique).
- Legacy, concerto pour hautbois, (2015).
- Emotions latentes, suite pour violon et orchestre symphonique.
- Connexion, concerto pour cor et orchestre symphonique.
- El Olimpo de los Dioses, suite pour orchestre symphonique.
- Hispania, fantaisie espagnole (Transcription pour orchestre symphonique).
- La Mula, suite de concert du B.S.O. pour le film "La Mula".
- Lenny, fantaisie (Transcription pour orchestre symphonique) (2018).
- Libertadores, poème symphonique (Transcription pour orchestre symphonique).
- Paconchita, ouverture latine (Transcription pour orchestre symphonique).
- Rose in flames, pour harpe, voix et orchestre symphonique.
- Rêves de sel, suite de concert du B.S.O. pour le film documentaire Sueños de Sal.
- Survivors, ballade pop/rock pour voix féminine, groupe de rock et orchestre symphonique.
- Les Mousquetaires, fantaisie pour quatuor de clarinettes et orchestre symphonique (Transcription pour orchestre symphonique).
- El ilustre marino, introduction et marche pour orchestre, chœur et ensemble de tambours et clairons (Transcription pour orchestre symphonique).
- Andrés contrabandista, pasodoble (Transcription pour orchestre symphonique) (2012).
- Antonio Estevan López y María Gil herrero, pasodoble (Transcription pour orchestre symphonique) (2014).
- Osanna in Excelsis (2009) , marche de procession (Transcription pour orchestre symphonique) (2014).

### Œuvres pour orchestre d'harmonie ou orchestre de vents
- Noah's Ark, poème symphonique (transcription pour orchestre d'harmonie).
- La mouche, invention pour orchestre d'harmonie.
- Connexion, concerto pour cor (transcription pour orchestre d'harmonie).
- Ouverture Downey, Ouverture latine (transcription pour orchestre d'harmonie).
- The Illustrious Mariner, introduction et marche pour orchestre, chœur et ensemble de tambours et clairons (2013) .
- Olympus of the Gods, suite (transcription pour orchestre d'harmonie) (2015).
- Expédition, poème symphonique (2008) .
- Fun for two, fantaisie pour deux saxophones alto et orchestre d'harmonie.
- Gimenez Ganga, mambo pour orchestre d'harmonie (2018).
- 1ère Symphonie "Hell and Heaven", pour orchestre d'harmonie.
- Hispania, la fantaisie espagnole, (2013).
- Concerto pour clarinette et orchestre d'harmonie, dédicacé au clarinette belge Eddy Vanoosthuyse, (2006).
- II Concerto pour clarinette (transcription pour orchestre d'harmonie) (2011-2012).
- III Concerto pour clarinette en Sib / Mib (2017) (transcription pour orchestre d'harmonie).
- Jumper clarinet, pour clarinette et orchestre d'harmonie.
- The Mule, suite de concert du B.S.O. pour le film "The Mule" transcription pour orchestre d'harmonie) (2013).
- Les sept trompettes de l'Apocalypse, pour chœur et orchestre symphonique (transcription pour orchestre d'harmonie).
- Latent emotions, suite pour violon et orchestre symphonique (Transcription pour orchestre d'harmonie) (2015).
- Legacy, concerto pour hautbois (transcription pour orchestre d'harmonie).
- Legends, pour clarinette et orchestre symphonique (transcription pour orchestre d'harmonie), (2011).
- Libertadores, poème symphonique.
- Paconchita, ouverture latine.
- Paradise, poème symphonique.
- Shanghai, ouverture sur l'Asie.
- Sueños de Sal, suite de concert du B.S.O. pour le film documentaire Sueños de Sal (transcription pour orchestre d'harmonie).
- Les montagnes de la Suisse, poème symphonique (2019).
- Les Mousquetaires, fantaisie pour quatuor de clarinettes et orchestre d'harmonie (2017).
- Trips, poème symphonique (2005).

### Musique de chambre
- Arabian Gipsy Promenade, pour ensemble de saxophones et sons préenregistrés.
- Continental, pour quatuor de clarinettes.
- Things of Destiny, trio pour violon, violoncelle et piano.
- Call for music, pour ensemble de cuivres.
- Concerto, pour clarinette (Réduction pour clarinette et piano).
- Connexion, concerto pour cor (réduction pour cor et piano).
- Continental, pour quatuor de clarinettes.
- Création, quatuor pour clarinette, violon, violoncelle et piano, (2011).
- Fun for two (Réduction pour deux saxophones alto et Piano).
- Fun for two (Réduction pour deux clarinettes en Sib et Piano).
- II Concerto pour clarinette (Réduction pour clarinette et piano).
- II Concerto pour clarinette (Réduction pour clarinette solo et quatuor de clarinettes).
- III Concerto pour clarinette en sib / mib (Réduction pour clarinette en sib / mib et piano).
- Game of Thieves, fantaisie pour quintette classique.
- Legacy, concerto pour hautbois (Réduction hautbois et Piano).
- Lenny, fantaisie (Réduction clarinette et Piano).
- Lenny, fantaisie (réduction pour flûte et piano).
- Lenny, fantaisie (Réduction saxophone alto et Piano).
- Osanna in Excelsis, marche processionnelle (Réduction pour clarinette/flûte/trompette/hautbois/saxophone alto/trombone/violoncelle/trombone/basson/tubz et piano).
- Sueños de Sal, B.S.O. pour le film documentaire "Sueños de Sal" (Réduction pour chœur de voix blanches et piano).
- Le vol, pour trio de percussion et sons préenregistrés.

### Pasodobles
- Andrés contrabandista (Réduit pour voix blanches et piano).
- El Cachoncho.
- Festeros de Novelda.
- Font negra.
- Juan et Antonio Estevan López.
- Jenaro Melguizo.
- Fiestas en Novelda.
- Manuel Gómez "El Super".
- Mª Teresa Lacruz.
- La Vereda.
- Luís "El caldòs".
- Un paseo.
- Albocasser.
- Alegria.
- Antonio Estevan López et María Gil Herrero.
- Santiago Mestre.
- Tilín.